# Calvyn Snelgar
Calvyn Snelgar (3 de diciembre de 1971) es un deportista neozelandés que compitió en judo. Ganó tres medallas en el Campeonato de Oceanía de Judo en los años 1998 y 2000.

## Palmarés internacional
| Campeonato de Oceanía | Campeonato de Oceanía | Campeonato de Oceanía | Campeonato de Oceanía |
| Año                   | Lugar                 | Medalla               | Categoría             |
| --------------------- | --------------------- | --------------------- | --------------------- |
| 1998                  | Apia (Samoa)          | Medalla de oro        | +100 kg               |
| 1998                  | Apia (Samoa)          | Medalla de bronce     | Abierta               |
| 2000                  | Sídney (Australia)    | Medalla de plata      | +100 kg               |